# MIT Radiation Laboratory
Das Radiation Laboratory (Rad Lab) des Massachusetts Institute of Technology bestand von 1940 bis 1945 und war zentral für die Entwicklung von Radar- und Mikrowellentechnologien der Alliierten im Zweiten Weltkrieg, die zum Sieg im U-Boot-Krieg und zur Luftüberlegenheit der Alliierten wesentlich beitrugen.

## Geschichte
Die Gründung im Oktober 1940 ging auf ein Treffen von Vannevar Bush, dem wissenschaftlichen Berater von Präsident Franklin D. Roosevelt, Karl Taylor Compton, dem Präsidenten des MIT und James Bryant Conant, dem Präsidenten der Harvard University im Juni 1940 hervor. Sie empfahlen Roosevelt, das Council of National Defense zu reaktivieren und das Office of Scientific Research and Development (OSRD) zu gründen, um die militärische Forschung voranzutreiben und zu lenken, was dieser sofort annahm. Im Juni 1941 wurde das Radiation Laboratory Teil des OSRD. Speziell für die Lokalisierung feindlicher Schiffe und Flugzeuge – wofür Compton zuständig war – sollte die Radarforschung und allgemein die Erforschung der Physik von Mikrowellen vorangetrieben werden. Die Aufgabe den Stand der Forschung festzustellen, wurde dem Unternehmer und Erfinder Alfred Lee Loomis übertragen, der ein eigenes Forschungsinstitut in Tuxedo Park bei New York unterhielt. Im September 1940 beschlossen die Briten ihre eigene bis dahin streng geheime Radarentwicklung mit den Amerikanern zu teilen, um die Entwicklung voranzutreiben. Eine Delegation unter Henry Tizard mit Edward George Bowen (der Repräsentant Großbritanniens am Radiation Lab wurde) und John Cockcroft präsentierte Loomis ihr Magnetron, das sofort als eine der Grundlagen der Weiterentwicklung diente. Der grundlegende Forschungsplan wurde in drei Wochen vom Mikrowellen-Komitee entwickelt. Als Standort wurde – zunächst gegen den Widerstand von dessen Direktor Compton, der Nachteile für den Universitätsbetrieb fürchtete – das MIT gewählt. Dort wurde das Radiation Lab (kurz Rad Lab genannt) zunächst im Gebäude 4 angesiedelt und ab 1943 im Gebäude 20 und vom Physiker Lee DuBridge und seinem Stellvertreter Isidor Rabi geleitet. Die Tätigkeiten dort waren streng geheim. Die angewandte Kernforschung wurde als Tarnung verwendet, die zwar seit der Entdeckung der Kernspaltung als heißes Forschungsthema galt, in der Öffentlichkeit aber als zu aufwändig und nicht kriegsentscheidend heruntergespielt wurde. Insgeheim wurde sie im getrennten Manhattan-Projekt betrieben, das nach der Gründung 1942 auch viele Physiker vom Radiation Lab abzog. Auf dem Höhepunkt des Rad Lab arbeiteten 3500 Personen im Rad Lab und sie trieb die Radarforschung zu ungeahnten Höhen. Das Budget lag bei 4 Millionen US-Dollar im Monat und es wurden über 100 Radargeräte für die unterschiedlichsten Zwecke entwickelt, was in einem Produktionsvolumen von rund 1,5 Milliarden US-Dollar in der Industrie führte. Am 31. Dezember 1945 wurde das Labor geschlossen und die meisten Mitarbeiter gingen entweder zurück an ihre Universitäten oder in die Industrie. Die Nachfolge am MIT trat das Research Laboratory of Electronics (RLE) an.
Am Radiation Laboratory wurden kriegswichtige Entwicklungen vollbracht. Insbesondere das Feuerleitradar für die Flugabwehr von Land (SCR 584). Außerdem Radar für Bomber sowohl für das Erkennen von Feindflugzeugen (einschließlich Freund-Feind-Erkennungsmechanismen, unter anderem das Funkmessvisier (Airborne Interception Radar) für alliierte Nachtjäger) als auch für Bombenziele (H2X, eine Weiterentwicklung des britischen H2S, hauptsächlich für Nachtangriffe und bei schlechter Sicht). Des Weiteren wurden Radar für Schiffe, Häfen und Küstenverteidigung, Radar für Blindlandungen, das LORAN-System für die Navigation (Loomis), Mikrowellen-Frühwarn-Radar (Microwave early-warning Radar, MEW), entwickelt, die sich bei der Bekämpfung der V1 als sehr effektiv erwiesen. Radar auf Flugzeugen für die U-Boot-Bekämpfung (Air-to-Surface Vessel Radars, ASV) brachten 1943 die Wende im U-Boot-Krieg im Atlantik.
Zu den dort arbeitenden Wissenschaftlern gehörten neben den bisher genannten unter anderem Luis W. Alvarez, Samuel Goudsmit, Julian Schwinger, Edward Mills Purcell, Robert Sinsheimer, George H. Vineyard, Bernard Lippmann, David Gale, Ernst Guillemin, Gerald F. Tape, Lee Davenport, Henry Margenau, Nathaniel H. Frank, David T. Griggs, Leland John Haworth, Stephen H. Crandall, Raymond Redheffer, Clifford Hugh Dowker, Louis Smullin, Arthur Ashkin, David Sayre, Robert Pound, Guyford Stever, Henrietta Hill Swope, Clifford Truesdell, Robert Marshak, Arthur R. von Hippel, H. Richard Crane, Tom W. Bonner, Helen Dodson Prince, Edgar Gilbert, Julius Stratton, Kenneth Bainbridge, Vernon Hughes, William Higinbotham, H. Pierre Noyes, Lawrence Harding Johnston, Henry Wallman, Donald G. Fink, Antonin Svoboda, John David Jackson, Philip M. Morse, Jerome Wiesner, Marie Boas Hall, Raymond Herb, Benjamin Lax, Harry Lipkin, Karl Lark-Horovitz, John W. Miles, Nicholas Mayall, Wayne B. Nottingham, Edwin McMillan.
Eine Ausgründung war das Radio Research Laboratory (RRL) an der benachbarten Harvard University unter Frederick E. Terman, das sich mit elektronischen Störmaßnahmen befasste.
Es gab damals auch andere als Radiation Laboratory bezeichnete Forschungseinrichtungen, z. B. an der University of California, Berkeley von Ernest Orlando Lawrence, das sich tatsächlich mit Kernforschung sowie Beschleunigern befasste. Es war auch Vorbild für das MIT Radiation Laboratory.
Die Forschung für Radar fand im Zweiten Weltkrieg auch zu einem großen Teil in der Industrie statt, wo unter anderem Charles H. Townes und Arthur Schawlow arbeiteten. Dazu zählten auch die großen Industrielabore wie die Bell Labs. Dazu kamen Militärlabors wie das Naval Research Laboratory und die Signal Corps Laboratories.